# Svitavský náhon
Svitavský náhon je umělý vodní tok v Brně, tvořící vedlejší rameno řeky Svitavy a spojující tuto řeku se Svratkou. Vede přes čtvrtě Zábrdovice, Trnitá a Komárov. Spodní část toku, v 19. a 20. století součást Ponávky, je označována Stará Ponávka.

## Popis
Současný Svitavský náhon je dlouhý přibližně 3,7 km. Začíná na jezu na Svitavě v Zábrdovicích a vede k ulici Cejl západním směrem, který se posléze mění na jihozápadní. Prochází několika průmyslovými areály dřívějších textilních továren, přes bývalý mlýn Radlas a kolem areálu současné brněnské teplárny, takže je ve třech úsecích zatrubněn. V katastru Trnité, na křižovatce ulic Vlhká a Skořepka, končí původní náhon o délce asi 1,3 km, který se zde vléval do Ponávky. V 90. letech 20. století  byla trasa této říčky změněna, prodloužený Svitavský náhon však nadále využívá trasu původní Ponávky. Tok míří na jih, nejprve v podzemí, jižně od ulice Mlýnské však vede již trvale po povrchu. Poblíž Dornychu se do tehdejší Ponávky vléval již zaniklý Svratecký náhon. Na křížení se současným nákladním železničním průtahem končila Ponávka svým ústím do meandrujícího hlavního toku Svitavy. Při regulaci řeky v polovině 19. století se z hlavního toku stalo pouze vedlejší říční rameno, které bylo počátkem 20. století od své řeky odříznuto zasypáním části trasy. Současný Svitavský náhon tak od tohoto místa využívá původní trasu Svitavy, která po většinu 20. století byla naopak využívána Ponávkou. Náhon meandruje jižním směrem a kolem severního okraje zaniklého původního Komárova se stáčí západně a na okraji Komárova se vlévá do Svratky.

## Historie
Svitavský náhon byl pravděpodobně původně jedním z vedlejších ramen Svitavy, která v bažinaté rovině východně od historického Brna meandrovala. Tok byl ve 13. století upraven a využit jako mlýnský náhon k mlýnu na Radlase a k přivedení vody do tehdejšího raně středověkého města. Později, od konce 18. století, byl také využíván jako náhon pro tovární areály, převážně textilky, které byly východně od historického jádra města v této době stavěny.
Náhon původně spojoval pouze Svitavu s Ponávkou. Tak tomu bylo až do roku 1993, kdy byla Ponávka přesměrována z Králova Pole novou štolou do Cacovického náhonu. Svitavský náhon tak převzal od ulice Vlhké směrem na jih trasu Ponávky, která navíc od počátku 20. století využívala v oblasti Komárova trasu původní neregulované Svitavy. Tato spodní část náhonu v blízkosti ulice Dornych a kolem Komárova je označována jako Stará Ponávka. V roce 2011 nechalo město vypracovat studii na revitalizaci celého Svitavského náhonu a jeho okolí, přičemž první etapa úprav kolem Staré Ponávky proběhla v roce 2019.